# Velo d'Astico
Velo d'Astico is een gemeente in de Italiaanse provincie Vicenza (regio Veneto) en telt 2403 inwoners (31-12-2004). De oppervlakte bedraagt 22,0 km², de bevolkingsdichtheid is 109 inwoners per km².
De volgende frazioni maken deel uit van de gemeente: Lago, Meda, Seghe.

## Demografie
Velo d'Astico telt ongeveer 982 huishoudens. Het aantal inwoners steeg in de periode 1991-2001 met 4,3% volgens cijfers uit de tienjaarlijkse volkstellingen van ISTAT.
| Jaar | Inwoneraantal |
| ---- | ------------- |
| 1991 | 2254          |
| 2001 | 2350          |

## Geografie
Velo d'Astico grenst aan de volgende gemeenten: Arsiero, Cogollo del Cengio, Piovene Rocchette, Posina, Santorso, Schio.